# Badenstraße 7 (Stralsund)

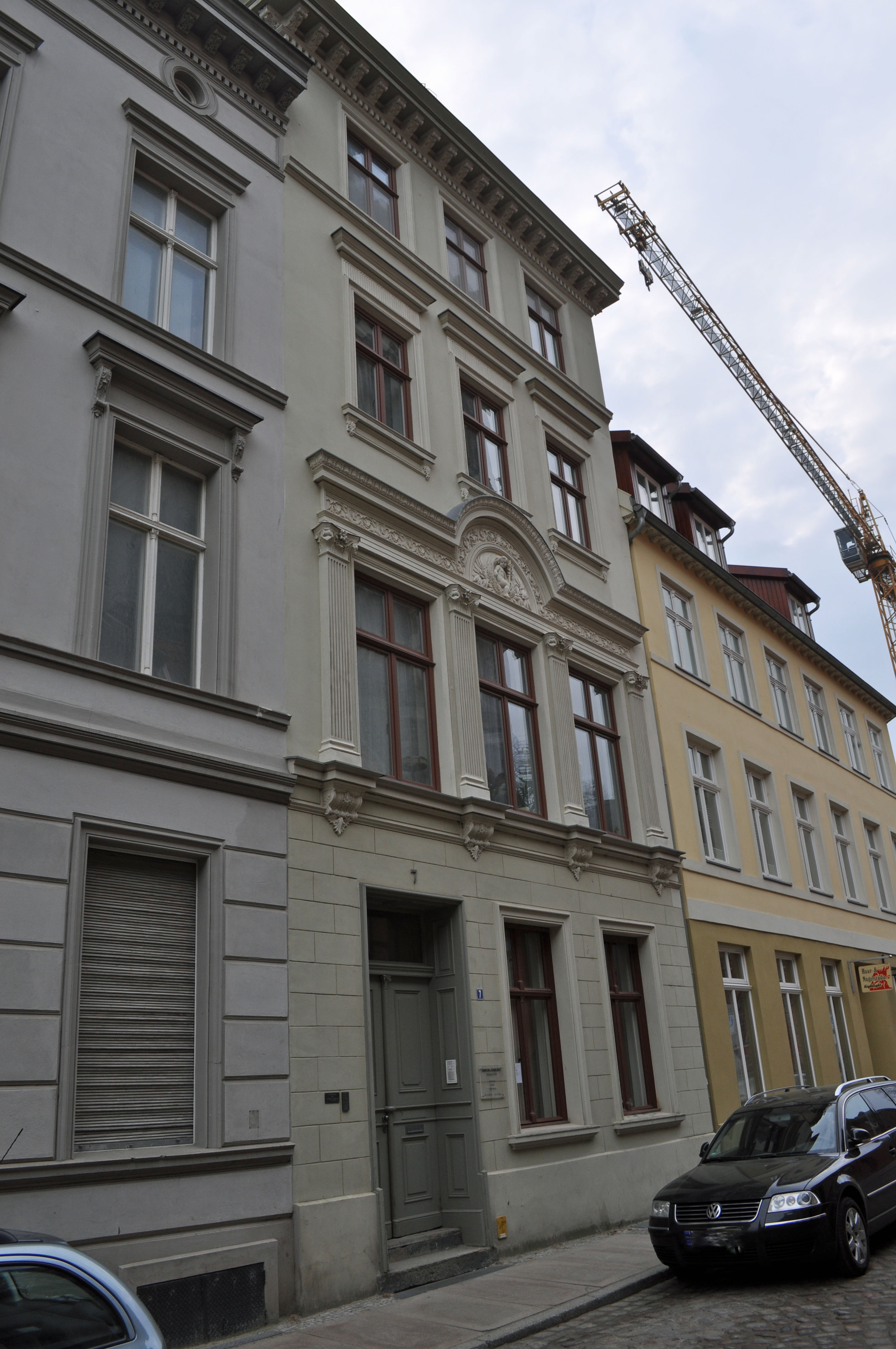
Das Haus Badenstraße 7 in Stralsund (2012)

Das Haus mit der postalischen Adresse Badenstraße 7 ist ein unter Denkmalschutz stehendes Gebäude in der Badenstraße in Stralsund.
Das viergeschossige, dreiachsige Traufenhaus wurde im Jahr 1865 errichtet. Die Fassade des verputzten Gebäudes zeigt im Erdgeschoss eine einfache Nutung, in den Obergeschossen dagegen eine aufwändige Gestaltung mit Pilastern, Konsolen, Gebälk, Rundbogen und Putto.
Das Haus liegt im Kerngebiet des von der UNESCO als Weltkulturerbe anerkannten Stadtgebietes des Kulturgutes „Historische Altstädte Stralsund und Wismar“. In die Liste der Baudenkmale in Stralsund ist es mit der Nummer 54 eingetragen.